# Sun Qiuting
Sun Qiuting, född den 22 september 1985 i Shanghai, Kina, är en kinesisk konstsimmare.
Hon tog OS-brons i lagtävlingen i konstsim i samband med de olympiska konstsimstävlingarna 2008 i Peking.